# Acier rapide
Pour les articles homonymes, voir ARS et HSS.

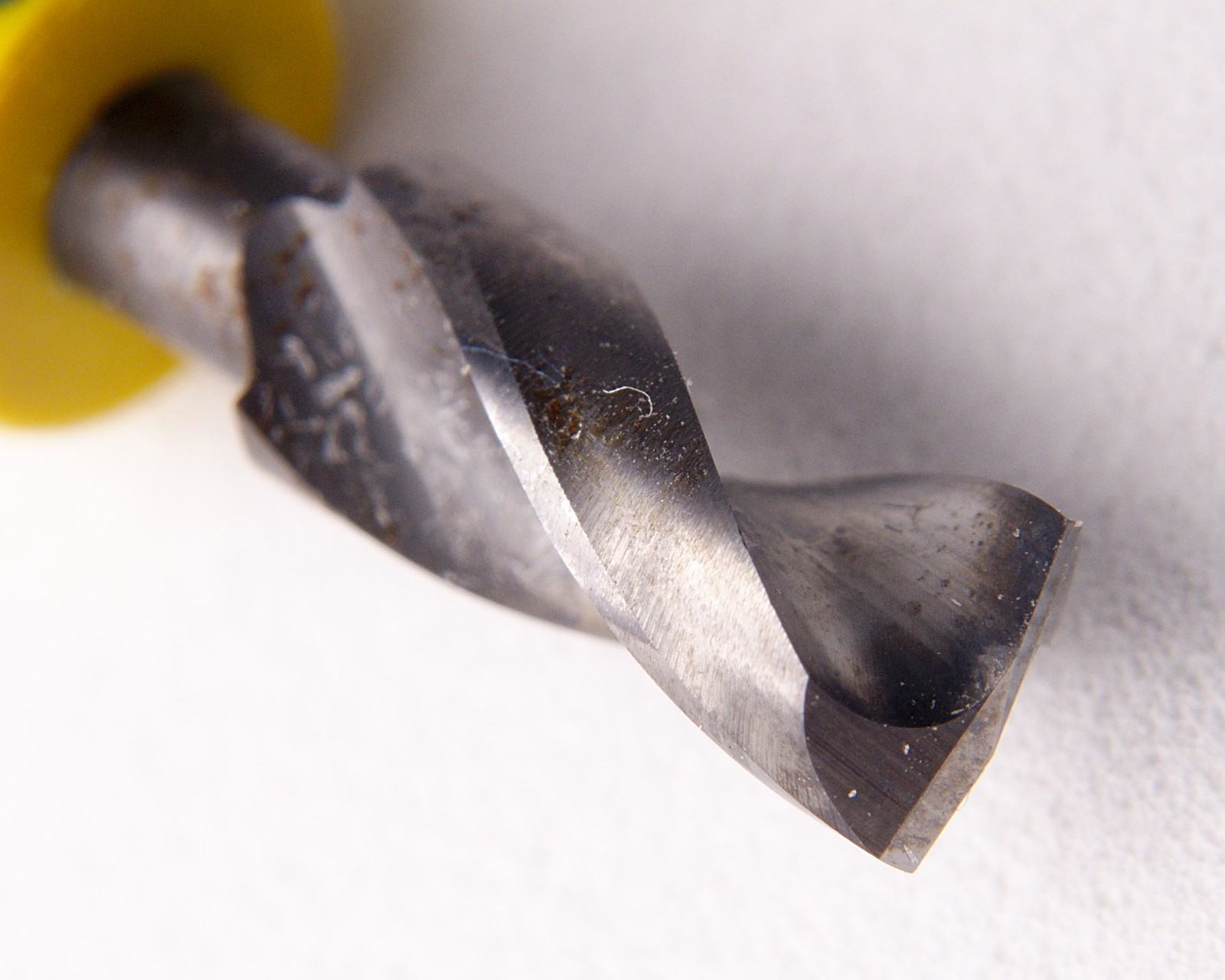
Mèche de 5mm en Acier rapide

L’appellation acier rapide (AR) ou acier rapide supérieur (ARS) (en anglais, high speed steel ou HSS) désigne les aciers à outils ayant la capacité de conserver leur trempe à haute température. Ils sont notamment employés pour la réalisation d'outils de coupe à haute vitesse, d'où le terme « rapide », que l'on retrouve dans la désignation en anglais : high speed steel, abrégé HSS.
Les aciers rapides sont généralement utilisés pour leurs propriétés de dureté élevée (au-delà de 60 HRC) et leur niveau de ténacité acceptable (propriété d'un matériau à résister à la propagation de fissures). Ils présentent en général une forte résistance à l'usure du fait de leur fort alliage et de la présence significative d'éléments producteurs de carbures durs tels que le tungstène et le vanadium.

## Histoire
En 1899 et 1900, Frederick Winslow Taylor et Maunsel White commencent une série d'expériences pour augmenter la dureté des aciers à outils. Ils constatent que certains aciers préalablement chauffés à une température proche de leur point de fusion donnent un métal plus dur. La dureté est en outre conservée à haute température, jusqu'à ce que le métal soit chauffé au rouge . Ces aciers dits "auto-trempants" sont les premiers aciers rapide.
La production industrielle des premiers aciers rapides commence aux États-Unis en 1910 (acier T1 selon la norme AISI). Ces aciers se caractérisaient par une teneur importante en tungstène[réf. souhaitée]. 
Dans les années 1930 sont introduits des aciers rapides à base de molybdène (nuance la plus commune M2 selon la norme AISI) d'un coût inférieur à celui des aciers rapides au tungstène (du fait du coût de ce dernier élément).
Les aciers rapides au molybdène sont les plus courants[réf. souhaitée].

## Désignation normalisée
Selon la norme ISO/DIS 4957 et la norme EN 10027, les nuances d'acier rapide sont désignées par les lettres HS (pour high speed) suivies, dans l'ordre, des teneurs en % massique de tungstène, molybdène, vanadium et cobalt. Par exemple, la nuance HS 2-9-1-8, indique un acier contenant 2% de tungstène, 9% de molybdène, 1% de vanadium, 8% de cobalt. Les teneurs en carbone et en chrome sont toujours supérieures respectivement à 0.7% et 4%. Elles ne sont pas indiquées dans la dénomination normalisée.
Si la teneur en carbone est supérieure à la moyenne de la norme, une désignation "C" est ajoutée (exemple HS 6-5-2-C). 

## Revêtements
Divers revêtements déposés sur les aciers rapides peuvent améliorer leur tenue ainsi que leur qualité d'usinage.

### Revêtement TiN
Il s'agit d'un dépôt physique d'une couche de nitrure de titane sur les parties actives de l'outil. Ce dépôt se fait sous vide au procédé PVD (Dépôt physique par phase vapeur), à une température de 500 °C.
On obtient ainsi une couche d'une grande dureté (2 300 HV) dont l'épaisseur est comprise entre 2 et 4 micromètres. La couleur caractérisant le revêtement TIN est le jaune or.
Intérêt :
- Amélioration de l'état de surface de la pièce usinée ;
- Augmentation possible de la vitesse de coupe et de l'avance ;
- Accroissement de la durée de vie de l'outil ;
- Meilleure résistance à l'abrasion et à la corrosion ;
- Diminution du collage des copeaux à froid.

### Revêtement TiCN
Dépôt physique d'une couche de carbonitrure de titane par le même procédé que le revêtement TIN (procédé PVD). La dureté du revêtement est extrêmement élevée (3 000 HV) pour une épaisseur de revêtement de 2 à 3 micromètres. La couleur gris mauve/gris bleu caractérise ce revêtement.
Intérêt :
- Accroissement important de la durée de vie de l'outil ;
- Coefficient de frottement et échauffement nettement diminués ;
- Très grande résistance à l'usure sur la dépouille des arêtes ;
- Augmentation considérable des conditions de coupe qui entraîne une meilleure productivité et permet d'optimiser l'utilisation des machines ;

L'utilisation des outils revêtus TiCN est généralement associée à l'usinage des aciers à haute résistance, des aciers abrasifs ou des fontes, ainsi que les cuivres et de ses alliages.

### Autres revêtements

#### Revêtement CrN
Dépôt physique de nitrure de chrome, de couleur gris acier-chrome, dureté de 1 750 HV, d'épaisseur de 2 à 3 micromètres. Ce revêtement est destiné à l'usinage des alliages réfractaires base nickel ou cobalt, ainsi que les aciers inox réfractaires.

#### Revêtement CrC
Dépôt physique de carbure de chrome de couleur gris-argent, dureté 1 850 HV, d'épaisseur de 2 à 3 micromètres. Ce revêtement est réservé à l'usinage du titane et ses alliages.